# Běšice
Běšice (německy Weschitz) jsou zaniklá vesnice v okrese Chomutov. Rozkládaly se na levém břehu řeky Ohře. Zanikly v roce 1967 kvůli výstavbě vodní nádrže Nechranice.

## Název
Název vesnice je odvozen ze jména Běch, tedy ves lidí Běchových, Běšice. V historických listinách se jméno vyskytuje ve tvarech: in Biessiczich (1392), de Biessicz (1463), na Běšicích (1615), Weschitz (1623), Wessitcze (1628) nebo Weschycze (1654).

## Historie
První písemná zmínka o Běšicích pochází z roku 1290, kdy vesnice patřila řádu německých rytířů z chomutovské komendy. Ve čtrnáctém až šestnáctém století se na zdejším zemanském statku s tvrzi vystřídala řada držitelů: roku 1385 Bedřich z Čachovic, Jan z Běšic (1427), Zdislav z Běšic (1439) a část vesnice patřila roku 1499 Janu Knoblochovi z Varnsdorfu. Šlechtickým sídlem bývala tvrz, jejímž majitelem byl před rokem 1530 Jan Žďárský ze Žďáru. Jeho syn prodal v letech 1533–1540 (nebo 1543) celou vesnici s tvrzí a dvorem Jindřichovi Štampachovi ze Štampachu. Po něm ji zdědili synové Jiří a Jáchym Štampachové, od kterých statek koupil Petr Čirn z Čirnu. Následovali Job a Jaroslav Šmohařové z Rochova, ale nejspíše roku 1564 panství koupil Václav Strojetický ze Strojetic. Za něj a jeho potomků do vsi proniklo protestantství a příslušníci rodu byli pohřbíváni v lomazickém kostele.
Posledním členem rodu Strojetických v Běšicích byl od roku 1615 Jan Jindřich. Zemřel v roce 1619 a majetek odkázal svým dcerám, ale za účast na stavovském povstání bylo panství zkonfiskováno a roku 1623 jej získali chumutovští jezuité. Ti přestavěli starou tvrz na barokní zámek, který sloužil jako správní budova hospodářského dvora až do zrušení řádu v roce 1773. Jezuité značně rozšířili vesnické hospodářství: provozovali nejen poplužní dvůr, ale také hospodu, Vodův mlýn, pivovar, tři rybníky a cihelnu. Začali také těžit místní bentonit využívaný tehdy k olemování hřebenů doškových střech. Ve dvoře otevřeli školu a po roce 1653 do něj přestěhovali lékárnu z Chomutova.
Podle berní ruly z roku 1654 byla vesnice po třicetileté válce v dobrém stavu. Žilo v ní deset chalupníků. Dohromady měli jeden potah a chovali jedenáct krav, jedenáct jalovic, osm ovcí, třináct prasat a tři kozy. Na polích se pěstovala pšenice a žito a v pivovaru se vařilo 28 věder piva ročně.
Po zrušení jezuitského řádu Běšice spravoval studijní fond, od kterého je spolu s Velemyšlevsí roku 1813 koupili Václav a Jan Beníškové z Dobroslavi. Roku 1822 statek patřil chomutovské rodině Dobnauerů z Treuenwaldu. Po zrušení poddanství se majitelem místního velkostatku stal ekonom František Horský a v devadesátých letech devatenáctého století žatecký rod Zulegerů.
V polovině devatenáctého století byl u vesnice otevřen důl Václav. Významnějším podnikem však byl až roku 1918 otevřený důl Dobrá naděje. Těžba v něm byla zahájena v roce 1920, ale pro nedostatek odbytu uhlí byla brzy zastavena. Celkem zde bylo získáno asi 15 000 tun hnědého uhlí. Vesnice si přesto uchovala zemědělský charakter. Významné bylo pěstování obilnin, chmele, vojtěšky a cukrové řepy, která se dodávala do cukrovaru v Prunéřově.
Roku 1894 byl založen sbor dobrovolných hasičů společný pro Běšice a blízké Chotěnice. Přesto požár dne 1. září 1932 postihl sedm usedlostí, a shořely při něm i sušárny s uskladněným chmelem. Ve třicátých letech dvacátého století byly ve vsi dva obchody, obchod s drůbeží, pět pískoven, hostinec a živnost provozovalo deset řemeslníků. Děti docházely do školy v Čachovicích. Po druhé světové válce museli odejít původní obyvatelé a do vyprázdněné vesnice se přistěhovalo osmdesát lidí původem ze Slezska. Děti v prvním až čtvrtém ročníku nadále navštěvovaly čachovickou školu, ale starší žáci dojížděli do Kadaně. Zámecká budova sloužila správě státních statků a dvůr byl využíván k živočišné výrobě. Zánik vesnice je spojen s výstavbou vodní nádrže Nechranice, která začala v roce 1961. Pozůstatky Běšic byly zaplaveny v letech 1967–1968, kdy probíhalo napouštění přehradního jezera.

## Přírodní poměry
Běšice stávaly v Mostecké pánvi na levém břehu Ohře v nadmořské výšce okolo 250 metrů a jejich katastrální území měřilo 226 hektarů. Místo, kde vesnice stála, se nachází ve vodou zaplavené jihozápadní části katastrálního území Březno u Chomutova. Ze třicátých let dvacátého století se dochovaly zprávy o vytváření ledových bariér na Ohři, které způsobovaly záplavy okolní krajiny.

## Obyvatelstvo
Při sčítání lidu v roce 1921 zde žilo 191 obyvatel (z toho 92 mužů), z nichž byli tři Čechoslováci a 188 Němců. Všichni byli římskými katolíky. Podle sčítání lidu z roku 1930 měla vesnice 184 obyvatel: tři Čechoslováky a 176 Němců. S výjimkou jednoho evangelíka a dvou lidí bez vyznání se hlásili k římskokatolické církvi.
Před polovinou devatenáctého století byla vesnice rozdělena mezi farnosti Tušimice a Čachovice.
|           | 1869 | 1880 | 1890 | 1900 | 1910 | 1921 | 1930 | 1950 | 1961 |
| --------- | ---- | ---- | ---- | ---- | ---- | ---- | ---- | ---- | ---- |
| Obyvatelé | 164  | 176  | 179  | 212  | 179  | 191  | 184  | 83   | 103  |
| Domy      | 30   | 30   | 31   | 34   | 33   | 34   | 37   | 24   | .    |

## Obecní správa
Po zrušení patrimoniální správy se Běšice roku 1850 staly samostatnou obcí, ale při sčítání lidu v roce 1869 už byly osadou Čachovic, kterou zůstaly až do svého zániku. Jako část obce byly zrušeny 1. dubna 1967.

## Pamětihodnosti
Ve vesnici stával čtyřkřídlý barokní hospodářský dvůr ze třetí čtvrtiny sedmnáctého století. Do dvora, který byl ve druhé polovině dvacátého století využíván státním statkem, se vjíždělo třemi ozdobnými portály. Kromě dvora ve vesnici stály barokní sochy svatého Jana Nepomuckého a svatého Františka Xaverského z roku 1758 a boží muka z doby okolo roku 1700.